# 聖園教会

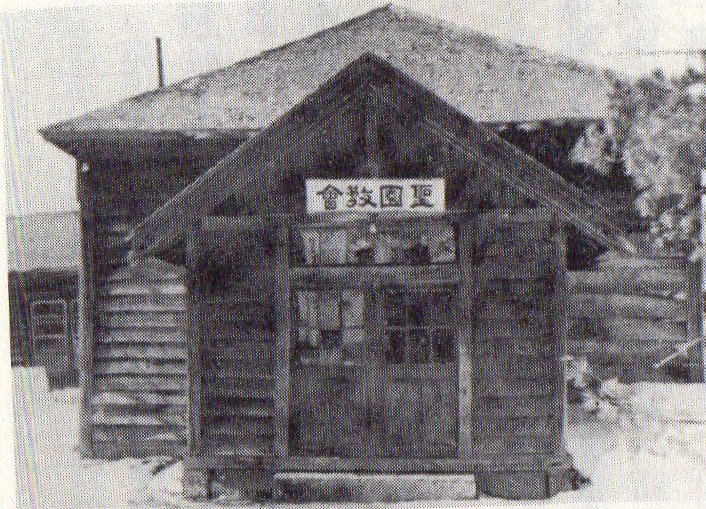
1897年11月に北海道樺戸郡浦臼村に建設された日本基督教浦臼教会の新会堂

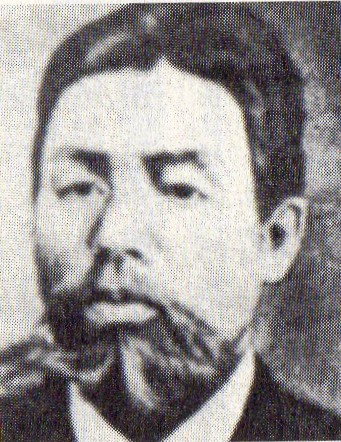
元国会議員で北海道浦臼村開拓の創始者である武市安哉

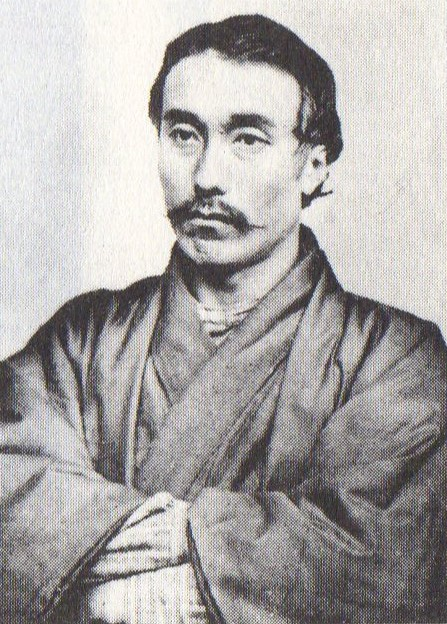
坂本龍馬の甥で武市の盟友坂本直寛、武市亡き後の聖園教会を支える後の日本基督教会牧師

聖園教会（せいえんきょうかい）は、北海道樺戸郡浦臼町にある日本キリスト教会の教会である。

## 歴史
1892年(明治25年)秋、クリスチャンで武市瑞山の親戚の自由党代議士武市安哉は北海道の開拓用地払下げ問題の財務調査のために北海道に渡る。親戚で盟友の坂本直寛(坂本龍馬の甥)が叔父の龍馬が明治維新前から北海道に着目し貿易の拠点にするはずであったという話について、武市は坂本と意見を重ねていた。武市が広大な石狩平野を見た時に。「いまこそこの地に、新しい故郷を作ろう、カナンの地を作ろう」と決意し、北海道への移住を決断する。
石狩平野から札幌に戻り北海道庁の北垣国道と会い用地取得について話をする。北垣もかつて龍馬の盟友の一人であったので、話は簡単にまとまる。武市は北垣より石狩川の北辺の地を薦められ、浦臼内の札的、晩生内、黄臼内、於札内の払い下げの申請を行う。高知へ帰郷した武市は「高知植民会規則」を作成し、北海道移住者の募集を始める。すると坂本直寛を始め、板垣退助、土方久元、谷干城、福岡孝弟、片岡健吉、そして、旧土佐藩主山内家ら有力者たちが協賛者になり北海道移住が進められた。
1983年(明治26年)武市は移住のために国会議員を辞職し、7月に武市を含めた第1次移住者27名は高知の浦戸から帆船で北上し、北海道小樽港から北海道に上陸する。陸路は炭鉱汽船の貨車で峰延まで行き、そして徒歩で7月13日、浦臼内の札的に着いた。武市はここを聖園農場と名付けクリスチャンの理想郷の建設を開始した、また、高知移住者に以下の誓約を示した。
1.いかに多忙の時にも、日曜日には業を休みて礼拝に出席すること。
2.農場内に於いて、何人も酒類の売買をせぬこと、また何人も飲酒すまじきこと。
掘っ建小屋を「祈りの家」として、開拓移住民の信仰的指導訓練のために礼拝を開始する。その年、10月に日本基督教会小樽教会牧師光小太郎により9名が受洗する。
1894年(明治27年)春には第二次移住者が入植したが、その年の12月2日に第三次移住者募集のために高地に出かけた武市が、浦臼に戻る途中に青函連絡船内で脳溢血のために急死する。
1895年(明治28年)1月27日に日本基督教会宮城中会への加入が許可され、日本基督教会聖園講義所として発足し、初代牧師福井捨助を招聘する。13名が洗礼を受ける。また、児童教育が開始され、現在の浦臼小学校の前身になる。
入植時の建物は笹小屋のバラック建築だったが、1897年（明治30年）に浦臼沼付近に新たな会堂を建設した。しかし、1898年（明治31年）の未曾有の大洪水により、多くの者が家を失い教会員数が減少した。1899年には福井牧師も家を失い、札幌に転任し無牧になった。1899年以降は、青山準二郎、光小太郎、坂本直寛、G・P・ピアソン、D・タムソンらの応援により礼拝を継続した。
1906年（明治39年）には現在地に移転した。その後、1907年に伝道教会になったが、1916年以降には青山準二郎が就任した。次に、秋山寿一伝道師になり、1921年には矢代正親が主任牧師を迎えて独立教会になった。
1931年（昭和6年）には土居辰郎、1938年（昭和13年）には土居辰郎の妹である土居英子を牧師として迎えた。1941年に日本基督教団に加入するが、1951年に日本基督教団を離脱して、日本基督教会（現、日本キリスト教会）に加入した。
1959年（昭和34年）には4代目の会堂（木造、一部2階建て）が竣工したが、この建物は札幌市にあった札幌北一条教会旧会堂（田上義也設計、1927年竣工、1979年解体）をモデルにした建物である。
1992年（平成4年）3月学校法人浦臼聖園幼稚園を閉園する。1993年（平成5年）に伝道開始100周年を迎える。2003年（平成15年）に伝道開始110周年を迎える。

## 歴代牧師
- 福田捨助
- 青山準二郎
- 秋山寿一
- 土居辰郎
- 土居英子
- 鈴木攻平
- 松田真二
- 大倉薫(第15代目）

## 交通アクセス
- 北海道旅客鉄道（JR北海道）札沼線（学園都市線）浦臼駅下車　徒歩約5分